# フランス・プルビュス (子)
フランス・プルビュス（Frans Pourbus de Jongere、1569年 - 1622年2月19日）はフランドルの画家である。肖像画家として働き、パリでフランス国王アンリ4世の王妃、マリー・ド・メディシスの宮廷画家などを務めた。同名の画家の父親、フランス・プルビュス(Frans Pourbus de Oudere:1545-1581)と区別するためにde Jongere(the Younger)や2世などを付けて区別される。フランスの宮廷画家時代は、フランソワ・プルビュス(François Pourbus le Jeun)と自称した。

## 略歴
アントウェルペンで、同名の肖像画家のフランス・プルビュス(Frans Pourbus de Oudere:1545-1581)の息子に生まれた。父親から絵を学ぶが、父親が1581年に亡くなると、有名な画家の祖父、ピーテル・プルビュス(1523-1584)が後見人になって父親の工房を引き継いだ。祖父も亡くなった後の1591年に聖ルカ組合に入会を認められた。1600年になる前にブリュッセルに移り、スペイン領ネーデルラントの宮廷で肖像画家として働き、君主アルブレヒト・フォン・エスターライヒと妃イサベル・クララ・エウヘニアの肖像画を描いた。
その後、イタリアに移り、1600年からマントヴァ公国の宮廷画家になった。マントヴァで活動した後、インスブルック、ナポリに滞在し、1609年にマントヴァ公妃、エレオノーラ・デ・メディチの妹で、フランス王妃となった、マリー・ド・メディシスの宮廷画家に任じられパリに移った。1610年からパリに住み、1618年からフランス王、ルイ13世の宮廷画家になり、同時代で最も有名な画家になった。1622年にパリで没した。

## 作品

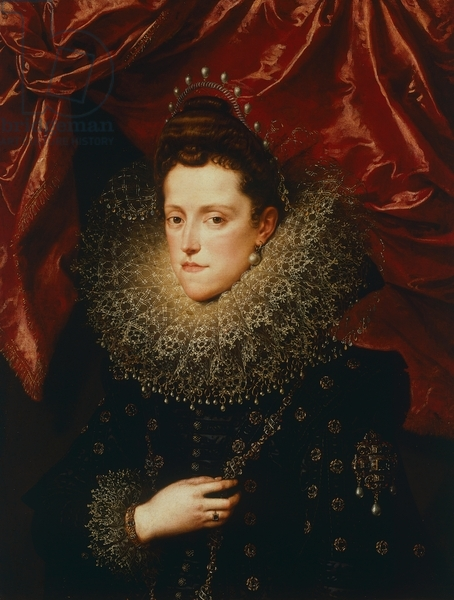
エレオノーラ・デ・メディチ パラティーナ美術館蔵
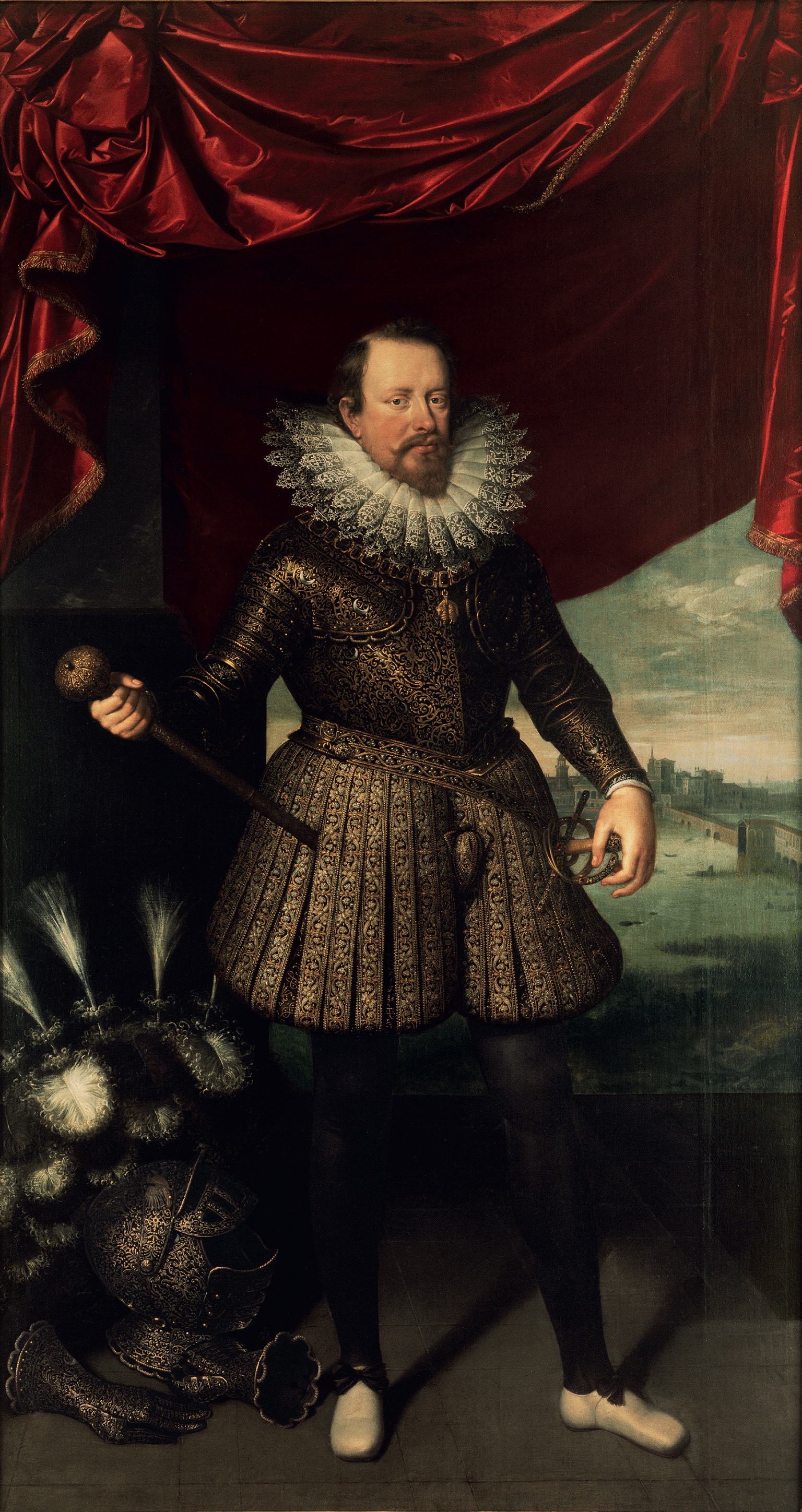
ヴィンチェンツォ1世・ゴンザーガ(マントヴァ公) 個人蔵
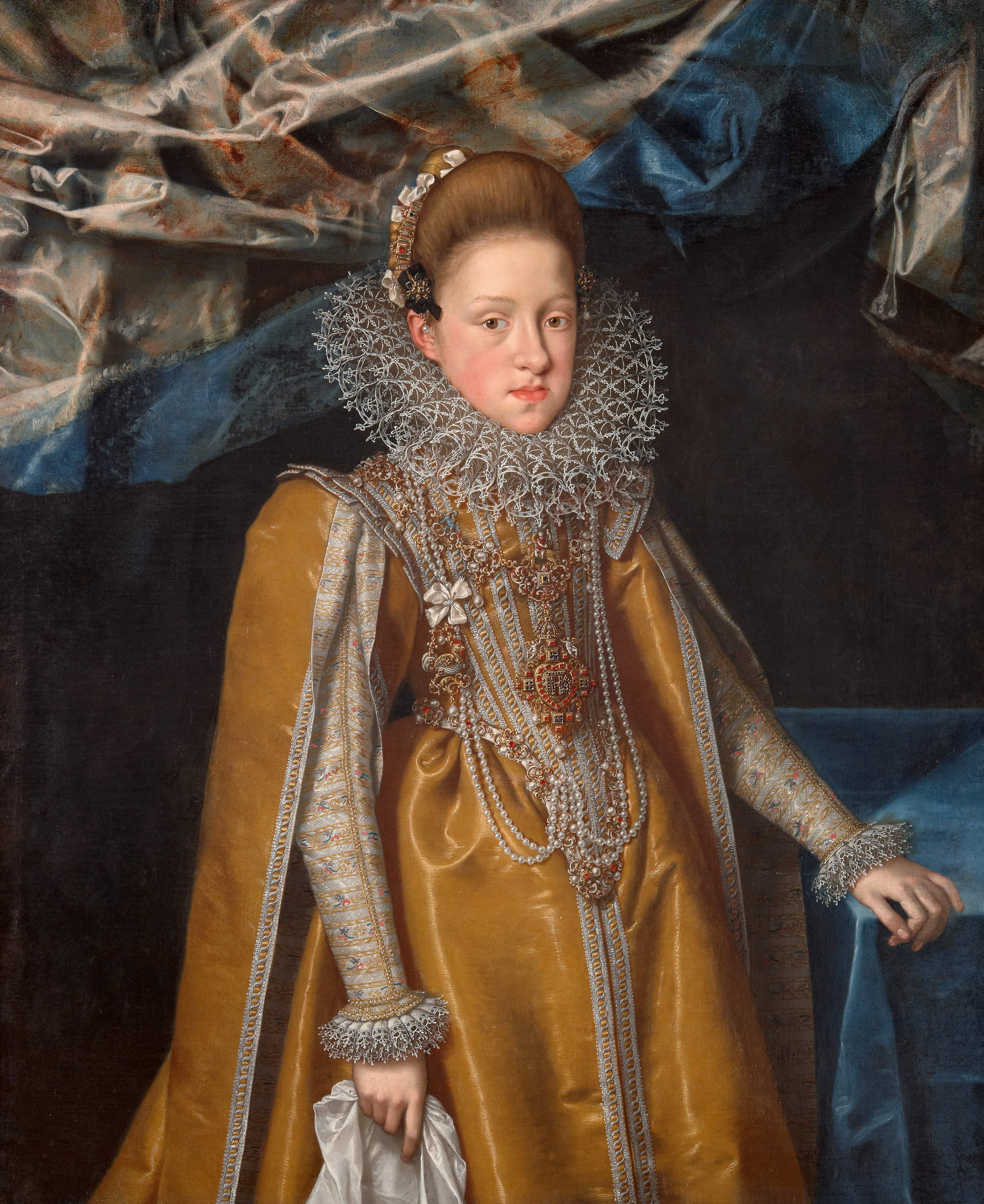
マリーア・マッダレーナ・ダウストリア 美術史美術館蔵
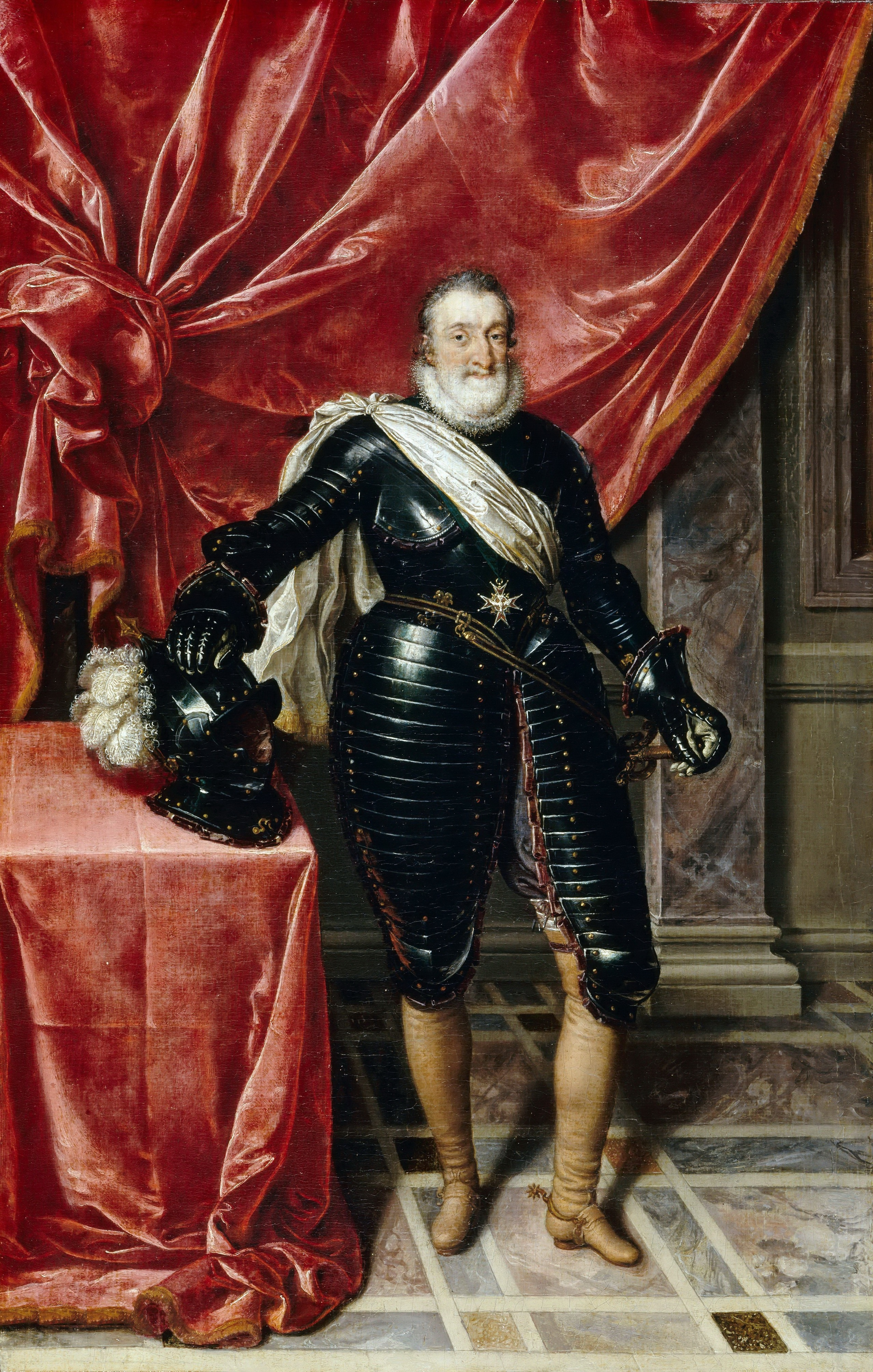
アンリ4世 ルーブル美術館蔵